# Provinz Nor Carangas
Nor Carangas ist eine Provinz im nördlichen Teil des Departamento Oruro im südamerikanischen Anden-Staat Bolivien.

## Lage
Die Provinz Nor Carangas ist eine von sechzehn Provinzen im Departamento Oruro. Sie liegt zwischen 17° 46' und 18° 09' südlicher Breite und zwischen 67° 13' und 67° 41' westlicher Länge. 
Sie grenzt im Norden an das Departamento La Paz, im Westen an die Provinz San Pedro de Totora, im Süden an die Provinz Carangas, im Südosten an die Provinz Saucarí und im Nordosten an die Provinz Cercado.
Die Provinz erstreckt sich von Nordwesten nach Südosten, mit einer Länge von 70 Kilometer und einer mittleren Breite von 25 Kilometer.

## Bevölkerung
Die Einwohnerzahl der Provinz Nor Carangas ist in den vergangenen drei Jahrzehnten um ein Fünftel angestiegen:
| Jahr | Einwohner | Quelle       |
| ---- | --------- | ------------ |
| 1992 | 4 900     | Volkszählung |
| 2001 | 5 790     | Volkszählung |
| 2012 | 5 592     | Volkszählung |
| 2024 | 5 980     | Volkszählung |

Wichtigstes Idiom der Provinz ist Aymara, das von 96 Prozent der Bevölkerung gesprochen wird, vor Spanisch (84 Prozent) und Quechua (14 Prozent). (2001)
99,7 Prozent der Bevölkerung haben keinen Zugang zu Elektrizität, 98,7 Prozent leben ohne sanitäre Einrichtung (1992). 
84,5 Prozent der Erwerbstätigen arbeiten in der Landwirtschaft, 0,1 Prozent im Bergbau, 3,1 Prozent in der Industrie, 12,3 Prozent im Dienstleistungsbereich (2001). 
80 Prozent der Einwohner sind katholisch, 15 Prozent sind evangelisch (1992).
Weitere Daten zur Bevölkerung finden sich in der Beschreibung des Municipio Huayllamarca (s. u.).

## Gliederung
Die Provinz besteht aus nur einem einzigen Verwaltungsbezirk (bolivianisch „Municipio“):
- Municipio Huayllamarca

## Ortschaften in der Provinz Nor Carangas
- Huayllamarca 352 Einw. – Chuquichambi 280 Einw. – San Miguel 233 Einw. – Belén de Choquecota 84 Einw.